# فيراكوتشا

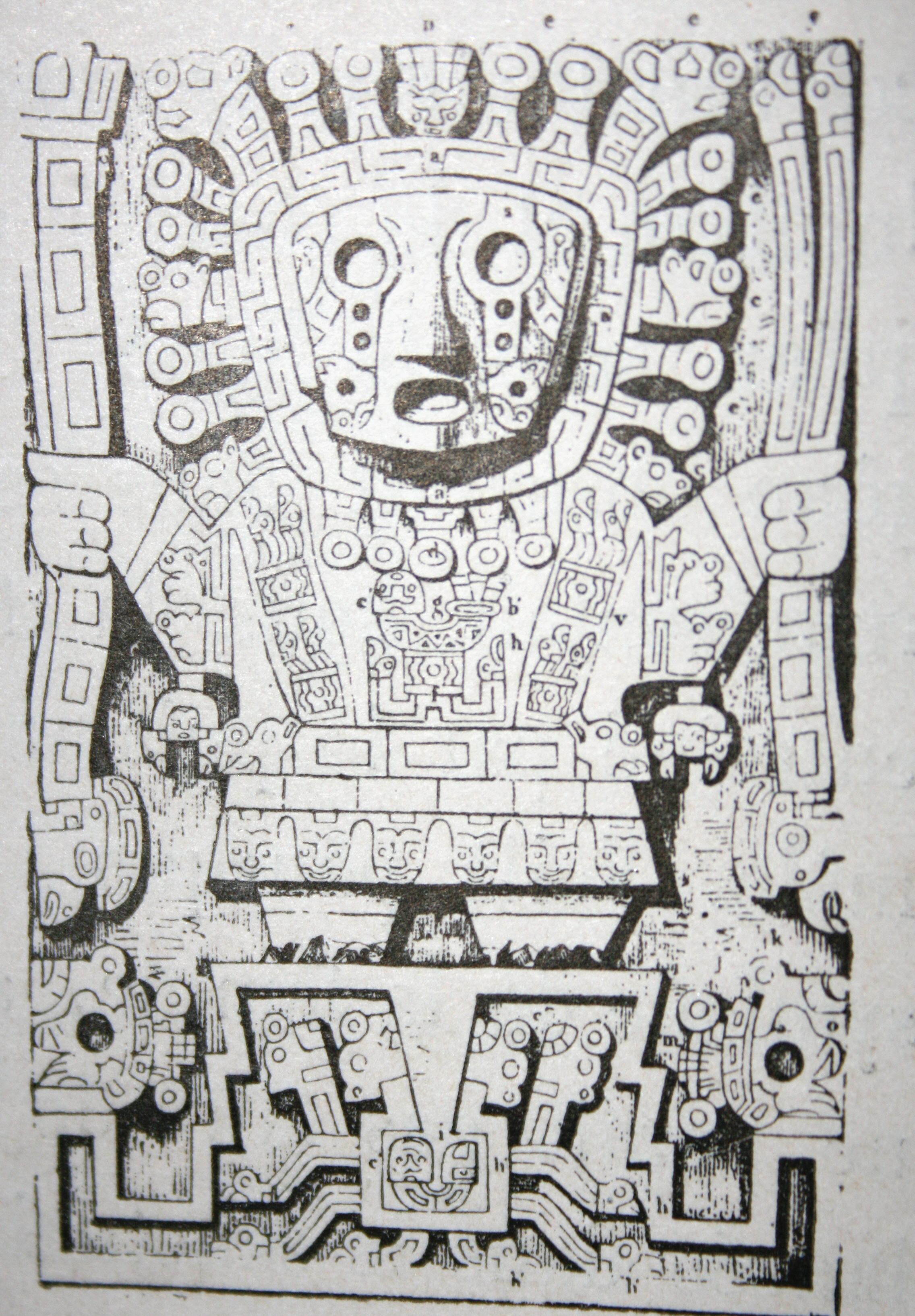
مجسد لفيراكوتشا

فيراكوتشا (بالإسبانية: Viracocha)‏ هو الإله الخالق العظيم في أساطير الإنكا وما قبل الإنكا في منطقة الأنديز في أمريكا الجنوبية. تهجئة الاسم في لغة كيتشوا هي Wiracocha واسمه الكامل Apu Qun Tiqsi Wiraqutra، ومن أسمائه الأخرى كون تيسي أو كون تيكي Con-Tici (أو Kon-Tiki، وهي مصدر اسم طوف ثور هايردال). كان فيراكوتشا من أهم الآلهة في مجمع آلهة الإنكا، وينظر إليه على أنه خالق كل الأشياء، أو المادة التي تنشأ منها كل الأشياء ويرتبط ارتباطًا وثيقًا بالبحر.
خلق فيراكوتشا الكون والشمس والقمر والنجوم والحضارة والوقت (وذلك بأن يقود الشمس لتتحرك فوق السماء). كان فيراكوتشا يُعبد كإله الشمس والعواصف. وتم تمثيله على أنه يرتدي أشعة الشمس كتاج ويحمل صواعق في يديه، وتنحدر الدموع من عينيه كالمطر.

## نشأة الكون وفقًا للسجلات الإسبانية
وفقا لأسطورة سجلها خوان دي بيتانثوس، صعد فيراكوتشا من بحيرة تيتيكاكا خلال زمن الظلام ليُخرج النور. وخلق الشمس والقمر والنجوم، ثم خلق البشر بأن نفخ في الحجارة، ولكن خليقته الأولى كانت عملاقة بلا عقل ولم يرض بها. فدمرها بالفيضان وخلقهم من جديد من الحجارة الصغيرة. اختفى فيراكوتشا في النهاية عبر المحيط الهادئ بأن مشي فوق الماء ولم يعد أبدًا. تجول في الأرض متنكرا في زي شحاذ وعلم خليقته الجديدة أساسات الحضارة وصنع العديد من المعجزات. بكى عندما رأى محنة المخلوقات التي خلقها. اعتقد الإنكا أن فيراكوتشا سيعود في أوقات الشدة. كتب بيدرو سارمينتو دي غامبوا أن فيراكوتشا يوصف بأنه «رجل متوسط الطول، أبيض ويرتدي رداء أبيض، وأنه يحمل عصا وكتابًا بين يديه».
تروى إحدى الأساطير أن لديه ابنا واحدا هو إنتي، وابنتان هما ماما كيلا وباتشاماما. وفي هذه الأسطورة، قام بتدمير الناس حول بحيرة تيتيكاكا بفيضان عظيم يدعى أونو باشاكوتي استمر ستين يومًا وستين ليلة، وأنقذ اثنين ليبدآ الحضارة في العالم، وهما مانكو كاباك، ابن إنتي (وتعتبره بعض الأساطير ابن فيراكوتشا)، وماما أوكلو. أسس الاثنان حضارة الإنكا، وكانا يحملان عصا ذهبية تدعى «تاباك يوري». في أسطورة أخرى، أنجب فيراكوتشا أول ثمان كائنات بشرية متحضرة. وفي بعض القصص، كانت له زوجة تسمى ماما كوتشا.
تروي أسطورة أخرى أن فيراكوتشا أنجب ولدين هما إيمامانا وتوباكو. وبعد أن أرسل فيراكوتشا الفيضان العظيم وخلق البشر، أرسل أبنائه لزيارة القبائل إلى الشمال الشرقي والشمال الغربي ليعرف ما إذا كانوا لا يزالون يطيعونه. رحل فيراكوتشا نفسه شمالا، وخلال رحلتهم، علم أبناءه أسماء جميع الأشجار والزهور والفواكه والأعشاب، كما علّم القبائل ما كان منها صالحا للأكل، وما يحمل خصائص طبية، وما كان ساما. وصل فيراكوتشا ابناه إلى كوسكو ثم إلى ساحل المحيط الهادي حيث ساروا على الماء حتى اختفوا. كلمة «فيراكوتشا» تعني حرفيا «زبد البحر».

## أصل التسمية
قد تعني عبارة تيكسي ويراكوتشا Tiqsi Huiracocha عدة معانٍ. تعني كلمة «تيكسي» في لغات الكيتشوا الأساس أو القاعدة، ويرا تعني الدهون، كوتشا تعني البحيرة أو البحر. يقول بعض المؤرخين أن اسم Wiraqucha قد يعني «دهن (أو زبد) البحر». ولكن الأدلة اللغوية والتاريخية والأثرية تشير إلى أن الاسم قد يكون مأخوذا من كلمة ويلا كوتا Wila Quta في لغة الأيمارا، حيث تعني «ويلا» الدم؛ و«كوتا» البحيرة، بسبب الأضحيات الحيوانية التي تم ذبحها في بحيرة تيتيكاكا من قبل قبائل الأيمارا في الأنديز في فترة ما قبل الإنكا.

## جدلية الرب الأبيض
زعم المؤرخون الإسبان من القرن السادس عشر أنه عندما قدم الغزاة بقيادة فرانثيسكو بيثارو أول مرة أمام الإنكا تم استقبالهم كآلهة لأن بشرتهم الفاتحة تشبه إلههم فيراكوتشا. وأول من ذكر هذه القصة كان بيدرو ثييثا دي ليون (1553) ثم ذكرها لاحقا بيدرو سارمينتو دي غامبوا، بينما يصف مؤرخون آخرون (مثل خوان دي بيتانثوس) الإله فيراكوتشا على أنه «إله أبيض» وله لحية. غير أن بياض فيراكوتشا غير مذكور في الأساطير الأصلية للإنكا، ولذلك اعتبر معظم الباحثين الحديثين أن قصة «الإله الأبيض» هي اختراع إسباني.

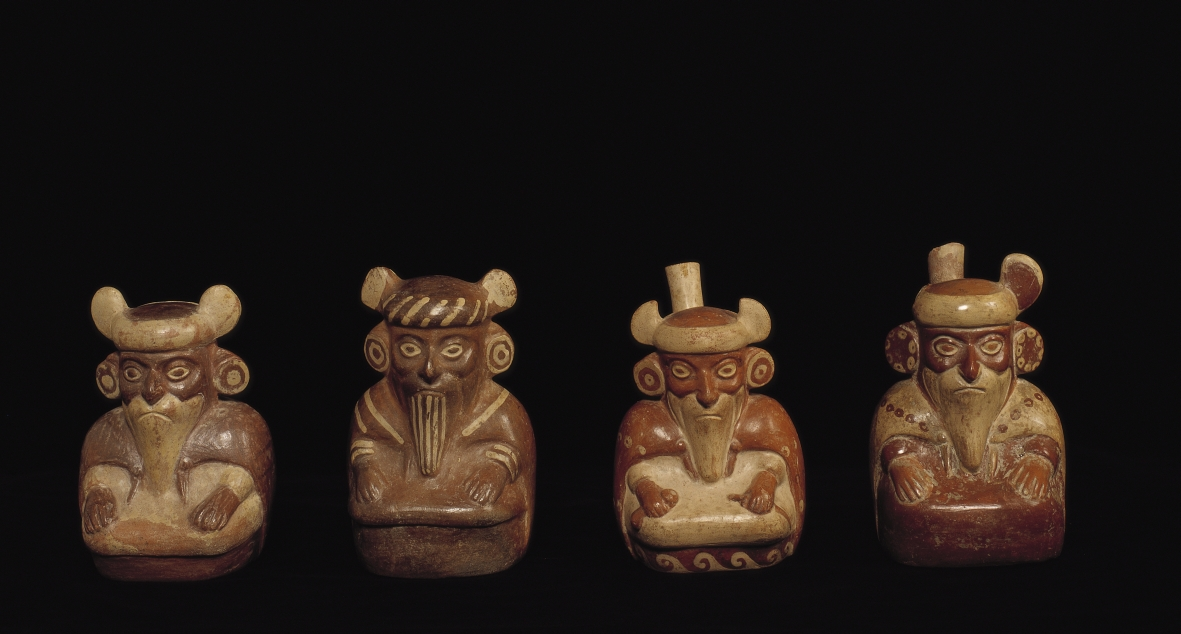
أواني فخارية من حضارة الموتشي تظهر رجالا ملتحين

على نحو مشابه، فإن الإله كيتزالكواتل الآزتيكي وعدة آلهة أخرى من ثقافات أمريكا الوسطى والجنوبية، تم وصفهم في الأساطير بأنهم ملتحين. اعتقد في السابق أن اللحية علامة على وجود تأثير أوروبي في أمريكا يعود إلى عصور ما قبل التاريخ، وكانت ذات أهمية في ثقافة أمريكا الوسطى المعزولة. ورد ذكر ملابس كتزال كواتل في تولا ضمن حوليات كواوتيتلان، وهو مصدر قديم ومهم ذو قيمة خاصة لكونه كتب في الأصل بلغة الناواتل، وجاء فيه أنه «صُنع بقناع أخصر، ووضع لون أحمر للشفتين، ولون أصفر للوجه، وصنعت له أنياب، ثم وضعت له لحية من الريش». وتذكر مصادر أخرى أن كيتزالكواتل كان يغطي وجهه لأن «أتباعه سيهربون إن رأوه حقيقة».
كما تجدر الإشارة أيضا إلى أنه تم تصوير رجال ملتحين على فخار حضارة موتشي في البيرو قبل وقت طويل من وصول الإسبان. بينما يرى المدافعون عن نظريات وصول الأوروبيين قبل كولومبوس أن تلك الأواني ولحية فيراكوتشا دليل على وجود أقوام غير الأمريكيين الأصليين في بيرو منذ القدم. ورغم أن معظم الهنود لا تنبت لهم لحى كثيفة، إلا أن هناك مجموعات يذكر أنها بها رجالا ملتحين، مثل شعب آتشي في باراغواي، حيث أن لهم جلد فاتح ولكن لم يعرف أنهم اختلطوا مع الأوروبيين والأفارقة. وعندما اتصل الأوروبيون أول مرة بشعب البايوتي الجنوبيين في عام 1776، أشار تقرير الأب سيلفستر فيليس دي إيسكالانتي والأب فرانسيسكو أتاناسيو دومينغيز إلى أن «بعض الرجال لديهم لحى كثيفة وكانوا يشبه مظهرهم الرجال الإسبان أكثر من الأمريكيين الأصليين».

## تمثال أويانتايتامبو

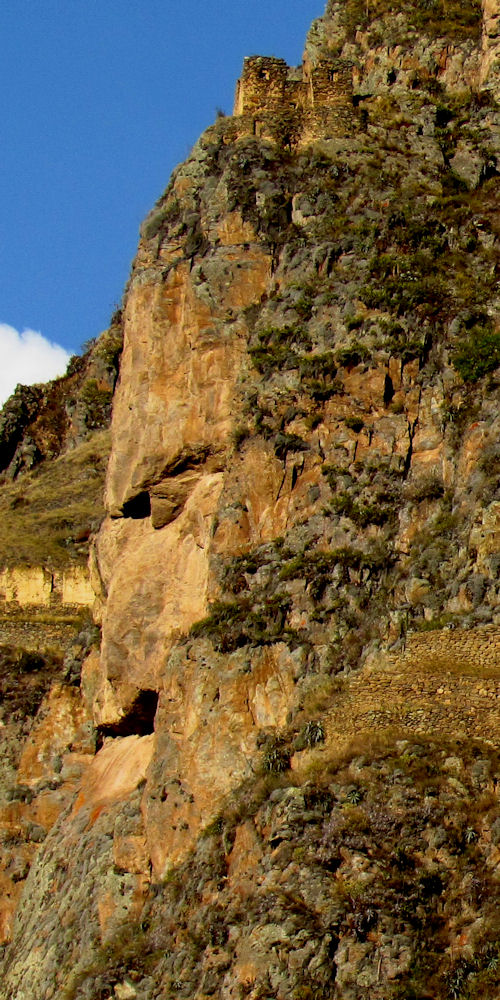
وجه في نصب فيراكوتشا أو تونوبا في أويانتايتامبو

يظهر تمثيل لرسول فيراكوتشا المسمى ويراكوتشان أو تونوبا في قرية أويانتايتامبو الصغيرة جنوب بيرو. تقع هذه القرية ضمن سلسلة من القرى الصغيرة على طول وادي أوروبامبا، والذي كان يعرف باسم الوادي المقدس وكان من أهم معاقل إمبراطورية الإنكا. يبلغ طول التمثال 140 متر. يتكون شكل الوجه من حفر تشكل العينين والفم، في حين تشكل الصخرة البارزة شكل الأنف، وتعتبر الأنقاض المبنية فوق الوجه أيضًا كالتاج، كما تشمل المنحوتة لحية كثيفة وكيس كبير على كتفيه.

## التحول إلى المسيحية =
قدم العلماء والمؤرخون الإسبان العديد من الأفكار حول هوية فيراكوتشا، وأغلبها حاول التوفيق بينه وبين الرب في المسيحية. ذكر بارتولومي دي لاس كاساس أن اسم فيراكوتشا يعني «خالق كل الأشياء»  كما أكد خوان دي بيتانثوس ما أورده لاس كاساس في قوله «يمكننا القول أن فيراكوتشا هو الرب»  كما يعتبر المؤرخ الهندي غوامان بوما أن مصطلح «فيراكوتشا» يعادل «الخالق» 
يرى مؤرخون آخرون مثل إنكا غارثيلاسو دي لا فيغا وبيدرو دي كيروغا أن فيراكوتشا لم يكن الاسم الأصلي لرب الإنكا. حيث رأى غارثيلاسو اسم الرب في لغة الإنكا هو «باتشاماما» وليس فيراكوتشا.
جعل أغلب المترجمين الأسبان بشكل عام فيراكوتشا هو الخالق الأعلى. وترى المؤرخة أنطوانيت فيورافانتي أن رجال الدين الإسبان هم من بدأوا هذه المقاربة في محاولة لمكافحة تعدد الآلهة بين الإنكا، وهو ما اعتبروه شركا، وليثبتوا أن الإيمان بإله واحد أعلى هو أمر طبيعي بين البشر.
قال علماء مسيحيون مثل أوغسطينوس وتوما الأكويني إن الفلاسفة من جميع الأمم أدركوا وجود الله الأعلى. ومع ذلك، اعتقد الفلاسفة الأوروبيون في العصور الوسطى أنه بدون مساعدة الوحي، لا يمكن لأحد أن يدرك الحقائق العظيمة مثل طبيعة الثالوث.
وينظر إلى استخدام مصطلح «الرب» بدلا من «فيراكوتشا» كخطوة أولى في التبشير بالمسيحية بين الإنكا، إذ لم يكن من السهل تفسير فكرة الرب المسيحي لهم، فسهل هذا استبدال مفهوم الآلهة المحلي بالموجود في اللاهوت المسيحي.